# Conde de Guilford

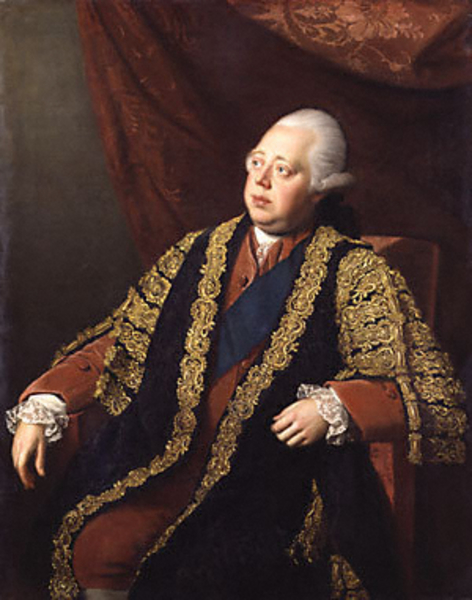
Frederick North, 2.º Conde de Guilford

Frederick North, segundo conde de Guilford KG, (13 de abril de 1732 - 5 de agosto de 1792), conocido por su título de cortesía Lord North, que usó desde 1752 a 1790, fue Primer Ministro de Gran Bretaña de 1770 a 1782. Gran Bretaña durante la mayor parte de la Guerra de Independencia de Estados Unidos.Ocupó varios otros puestos en el gabinete, incluido el de ministro del Interior y el de ministro de Hacienda .
Conde de Guilford es un título nobiliario inglés creado tres veces a lo largo de la Historia.Creado por primera vez en la Nobleza de Inglaterra en 1660 (como Condesa de Guilford) para Elizabeth Boyle., hija de William Feilding, 1.º Conde de Denbigh, y viuda de Lewis Boyle, 1.º Vizconde Boyle de Kinalmeaky. El título, en este caso, no fue  hereditario y quedó desapareció en su muerte en 1667. Fue creado por segunda vez en 1674 para John Maitland, 1.º Duque de Lauderdale.
El primer Conde de la  nueva creación fue sucedido por su hijo, el segundo Conde. Conocido principalmente bajo su título de cortesía de Lord North, el cual utilizó de 1752 a 1790, fue de los estadistas ingleses más influyentes de la segunda mitad del siglo XVIII. Como Primer ministro de Gran Bretaña entre 1770 y 1782, fue una figura importante en la Revolución americana. North también ocupó otros dos grandes puestos de estado: Canciller del Exchequer y Secretario de Casa. Fue sucedido por su hijo mayor, el tercer Conde. Representó a varios distritos electorales en la Cámara de los Comunes. Lord Guilfordno tuvo hijos varones, y a su muerte, la baronía North quedó en suspenso entre sus hijas (véase Baron North para la historia posterior de este título). Fue sucedido en el título de Conde y Baron de Guilford por su hermano más joven, el cuarto Conde, quien murió sin descendencia. Este, a su vez, fue sucedido por su hermano más joven, el quinto Conde. Este fue miembro del Parlamentopor Banbury de 1792 a 1794 y Gobernador de Ceilán de 1798 a 1805. Muerto sin hijos, sus títulos pasaron al sexto Conde, un clérigo. Este fue sucedido por su nieto, el séptimo Conde. Su hijo, el octavo Conde, era un Teniente Coronelen el regimiento Royal East Kent Yeomanry. A su muerte, los títulos fueron heredados por su nieto, el noveno Conde. Desde 2009 los títulos están en posesión de su último hijo, el décimo Conde, quién accedió a ellos en 1999.
Pueden mencionarse otros tres miembros de la familia North: Frederic Dudley Norte (1866–1921), bisnieto del Reverendo Charles Augustus North (hermano más joven del sexto conde) fue un funcionario prominente en Australia. Su Hijo Charles Frederic North (1887–1979) fue miembro de la Asamblea Legislativa de Australia Occidental de 1947 a 1953. Jonathan North (b. 1931), hijo de John Montagu William North, segundo hijo del octavo Conde, sucedió a su abuelo materno como segundo Baronet, de Southwell, en 1947 (véase Baronets North).
Careciendo de un título secundario diferente, los herederos naturales del título de conde han seguido utilizando, sin ninguna base legal, la denominación Lord North como título de cortesía. Una referencia no específica a "Lord North" casi siempre refiere a Frederick North, más tarde segundo Conde de Guilford.
El solar familiar es Waldershare House, en Dover, Kent. La ciudad situada en Surrey de la que ambos títulos derivan se denomina en la actualidad Guildford.

## Condesas de Guilford (1660)
- Elizabeth Boyle, Condesa de Guilford (d. 1667)

## Condes de Guilford (1674)
- Ver Conde de Lauderdale

## Barones Guilford (1683)
- Francis North, 1.º Barón Guilford (1637–1685)
- Francis North, 2.º Barón Guilford (1673–1729)
- Francis North, 3.º Barón Guilford (1704–1790) (elevado a Conde Guilford en 1752)

## Condes de Guilford (1752)
- Francis North, 1.º Conde de Guilford (1704–1790)
- Frederick North, 2.º Conde de Guilford (1732–1792)
- George Augustus North, 3.º Conde de Guilford (1757–1802)
- Francis North, 4.º Conde de Guilford (1761–1817)
- Frederick North, 5.º Conde de Guilford (1766–1827)
- Francis North, 6.º Conde de Guilford (1772–1861)
- Dudley North, Lord North (1829–1860)
- Dudley Francis North, 7.º Conde de Guilford (1851–1885)
- Dudley Francis North, Lord North (1875–1875)
- Frederick George  North, 8.º Conde de Guilford (1876–1949)
- Francis George North, Lord North (1902–1940)
- Edward Francis North, 9th Earl of Guilford (1933–1999)
- Piers Edward Brownlow North, 10th Earl of Guilford (b. 1971).
- El heredero natural es el hijo del actual Lord North (n. 2002)